# White City (Londres)
Pour les articles homonymes, voir Ville blanche.
White City est un quartier du district de Hammersmith and Fulham.

## Particularités
Le BBC Television Centre se trouve à White City depuis 1960. L'ancien White City Stadium, construit pour les Jeux olympiques de 1908, était dans le même quartier avant sa destruction pour développement commercial en 1985. Une partie du terrain est occupée par un bâtiment secondaire du  BBC Télévision, appelé BBC White City. Le groupe irlandais The Pogues a enregistré une chanson White City sur la destruction du Stade qui se trouve dans leur album Peace and love (1989).
C'est dans ce quartier que se tint de mai à octobre 1910 la grande exposition anglo-japonaise.